# Myrsine ovicarpa
Myrsine ovicarpa är en viveväxtart som först beskrevs av M.Schmidt, och fick sitt nu gällande namn av Ricketson och Pipoly. Myrsine ovicarpa ingår i släktet Myrsine och familjen viveväxter. Inga underarter finns listade i Catalogue of Life.